# Cantón de Caen-Hérouville (Caen-6)
El cantón de Caen-Hérouville (Caen-6) era una división administrativa francesa, que estaba situada en el departamento de Calvados y la región de Baja Normandía.

## Composición
El cantón estaba formado por una fracción de comuna, más una fracción de la comuna que le daba su nombre:
- Caen (fracción)
- Hérouville-Saint-Clair (fracción)

## Supresión del cantón de Caen-Hérouville (Caen-6)
En aplicación del Decreto nº 2014-160 de 17 de febrero de 2014, el cantón de Caen-Hérouville (Caen-6) fue suprimido el 22 de marzo de 2015 y sus 2 comunas pasaron a formar parte; una del nuevo cantón de Hérouville-Saint-Clair y la fracción de la comuna que le daba su nombre pasó a formar parte de los nuevos cantones de Caen-1, Caen-3, Caen-4 y Caen-5.